# Oxytate greenae
Oxytate greenae är en spindelart som först beskrevs av Benoy Krishna Tikader 1980.  Oxytate greenae ingår i släktet Oxytate och familjen krabbspindlar.
Artens utbredningsområde är Andamanerna. Inga underarter finns listade i Catalogue of Life.